# Magnetohidrodinamică
Magnetohidrodinamica (MHD) este o disciplină stiințifică care descrie comportamentul fluidelor conductoare de curent electric (lichid sau gaz ionizat numit plasmă) când sunt situate (expuse) în câmpuri electromagnetice. Lichidul conductor poate fi metal topit (de exemplu NaK), electrolit soluție sau topitură.

## Diferențiere în modelări de studiu a MHD
În funcție de valoarea numărului magnetic al lui Reynold, Rm, se deosebesc:
- Modelare ca MHD-ideală, unde Rm>>1 și fluidele sunt tratate (privite) ca neavând rezistență electrică, și deci luate drept conductoare perfecte (de electricitate)
- Modelare ca MHD-rezistivă (reală), unde Rm≤1.

MHD este o generalizare a hidrodinamicii (numită și dinamica fluidelor, definită de ecuațiile Navier–Stokes) combinată cu electromagnetismul (ecuațiile lui Maxwell). Între mecanica "clasică" a fluidelor și  magnetohidrodinamică, se situează electrohidrodinamica sau dinamica fluidelor ionizate în prezența câmpului electric și a câmpului magnetic staționar.
Cînd mediul conductor (fluidul) este un gaz, termenul corect este cel de magnetogazodinamică sau magnetoaerodinamică. Din studiile de magnetohidrodinamică decurg mai ales utilizările plasmei în diferite domenii ale științei și tehnicii ( de exemplu tăierea sau sudarea metalelor cu jeturi de plasmă, generatoarele magnetohidrodinamice, stimularea producerii reacțiilor chimice, reacțiile termonucleare, etc ).
Fizicianul suedez Hannes Alfvén a fost primul care a folosit termenul magnetohidrodinamică, în 1942. A primit Premiul Nobel pentru fizică în 1970 pentru munca sa depusă în acest domeniu.
În prezent, cercetările moderne urmăresc realizarea dispozitivelor și instalațiilor ( stelaratoare și tokamakuri ) necesare obținerii reacției termonucleare controlate.
Alte aplicații ale acestui domeniu sunt legate de propulsia magnetohidrodinamică și debitmetru electromagnetic.